# Sonata pentru pian nr. 14 (Beethoven)
Sonata pentru pian nr. 14, op. 27 nr.2 în do diez minor de Ludwig van Beethoven, este sonata cunoscută cu numele de Sonata lunii ("Mondscheinsonate", "Clar de lună"), denumită de fapt de Beethoven "Sonata quasi una Fantasia".

Prima mişcare Adagio sostenuo, măsurile 1-4

Mişcarea a doua Allegretto, măsurile 1-8

Beethoven a compus această sonată în 1801 și a dedicat-o elevei lui, Contesei Giulietta Guicciardi, de care era îndrăgostit. 
În 1832, poetul german Ludwig Rellstab a întreprins o călătorie nocturnă pe lacul Vierwaldstättersee din Elveția unde a comparat melodia acestei sonate cu lumina lunii reflectată pe lac. De atunci piesa este cunoscută ca „Sonata lunii“.
Sonata are trei mișcări:
| 1. | Adagio sostenuto (attacca) |  |
| 2. | Allegretto                 |  |
| 3. | Presto agitato             |  |
| -- | -------------------------- |  |